# ヴァン・ビューレンのトムとジェリー

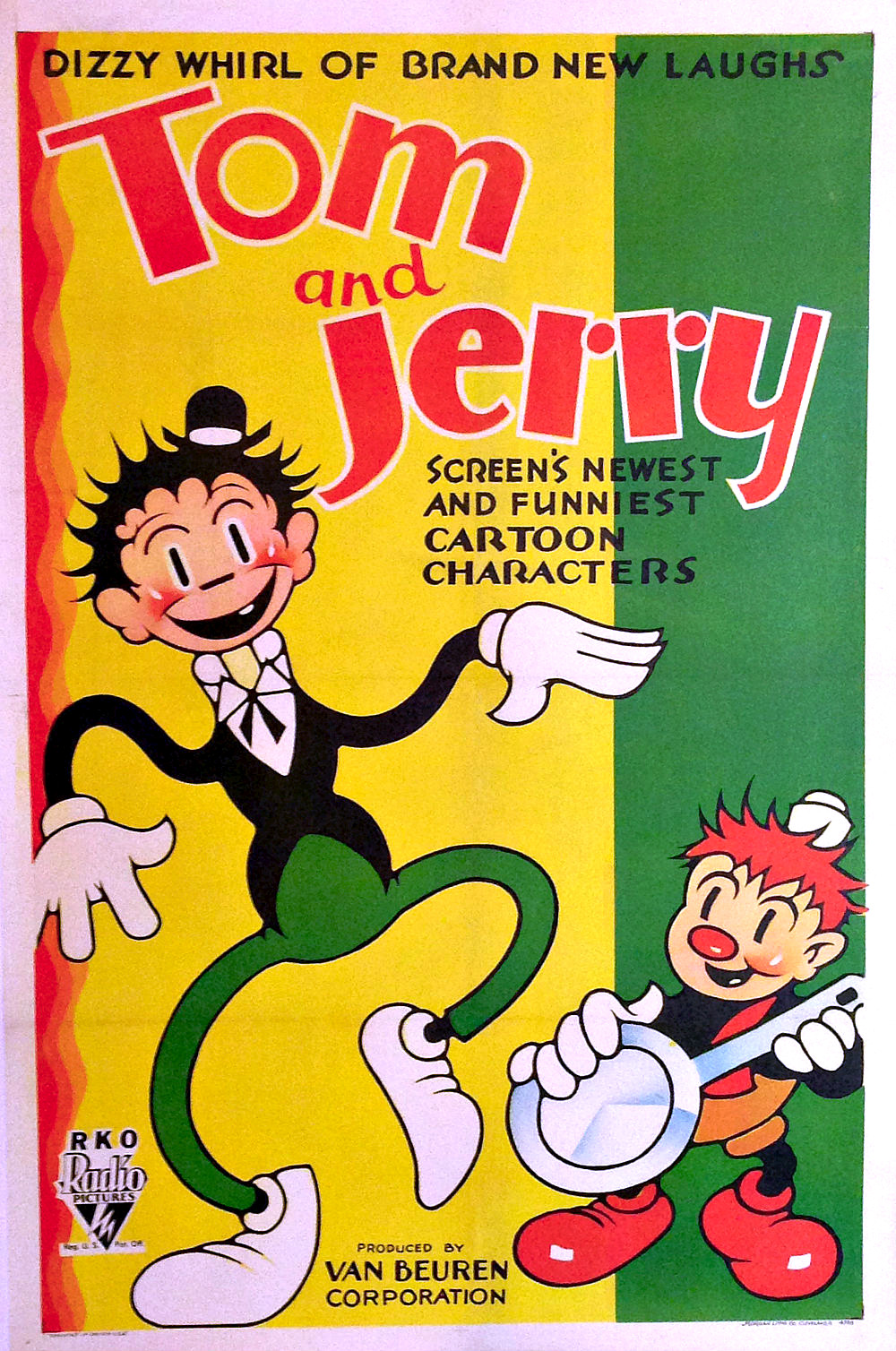
映画のポスター

『トムとジェリー』(英: Tom and Jerry ) とは、1931年から1933年までヴァン・ビューレン・スタジオが制作し、RKOが配給したアニメーションのキャラクターである。
1950年代に Official Films がヴァン・ビューレン・スタジオのライブラリーを購入した際、1940年代から1950年代にかけてヒットしたメトロ・ゴールドウィン・メイヤー (MGM) の『トムとジェリー』との混同を避けるため、『ディックとラリー』(Dick and Larry) に改題されたが、今日では『ヴァン・ビューレンのトムとジェリー』(Van Beuren's Tom and Jerry）と呼ばれている。著作権表記がなかったため、パブリック・ドメイン扱いになっている。
ジョセフ・バーベラもこの作品において、アニメーターと脚本家の仕事を始め、1940年代からウィリアム・ハンナと共にMGM版『トムとジェリー』を制作した。

## 特徴
キャラクターは新聞漫画のMutt and Jeff のように、背の低い男性がジェリー、背の高い男性がトムとなっていた。物語の内容や二人の役割は作品によって異なっており、二人が狩人として描かれている作品もあれば、放浪者として描かれている作品も存在する。スタイル的にはニューヨーク市にあったフライシャー・スタジオのアニメーションに似たようなところもあった。Don Markstein's Toonopedia によると、フライシャー・スタジオのスタッフが向い側にあるヴァン・ビューレン・スタジオを手伝うこともあり、2社の作品には類似点が見られるようになった。トムとジェリーの冒険も恐ろしい幻想や人種主義的なテーマを扱った不条理なコメディであり、ほんの少しだが性的表現ともとれる場面もあった。1932年公開のPiano Tooners では、フライシャー・スタジオのベティ・ブープを思わせるようなモダンガールが登場し、2社のスタイル面における類似性を表すものとなった。しかし、ミッキーマウスやベティ・ブープほどの人気は得られず、1933年に打ち切られた。

## 作品リスト
| タイトル                                         | 監督                                                    | 初公開日       |
| ------------------------------------------------ | ------------------------------------------------------- | -------------- |
| Wot a Night                                      | ジョン・フォスターと George Stallings                   | 1931年8月1日   |
| Polar Pals                                       | ジョン・フォスターとジョージ・ルフル（George Rufle）    | 1931年9月5日   |
| Trouble                                          | ジョン・フォスターと George Stallings                   | 1931年10月10日 |
| Jungle Jam                                       | ジョン・フォスターとジョージ・ルフル（George Rufle）    | 1931年11月14日 |
| A Swiss Trick                                    | ジョン・フォスターと George Stallings                   | 1931年12月19日 |
| Rocketeers                                       | ジョン・フォスターとジョージ・ルフル（George Rufle）    | 1932年1月30日  |
| Rabid Hunters                                    | ジョン・フォスターと George Stallings                   | 1932年2月27日  |
| In the Bag                                       | ジョン・フォスターとジョージ・ルフル（George Rufle）    | 1932年3月26日  |
| Joint Wipers                                     | ジョン・フォスターと George Stallings                   | 1932年4月23日  |
| Pots and Pans                                    | ジョン・フォスターとジョージ・ラフル（George Rafle）    | 1932年5月14日  |
| The Tuba Tooter                                  | ジョン・フォスターと George Stallings                   | 1932年6月4日   |
| Plane Dumb                                       | ジョン・フォスターと ジョージ・ルフル（George Rufle）   | 1932年6月4日   |
| Redskin Blues                                    | ジョン・フォスターと George Stallings                   | 1932年7月23日  |
| Jolly Fish                                       | ジョン・フォスターと George Stallings                   | 1932年8月19日  |
| Barnyard Bunk                                    | ジョン・フォスターとジョージ・ルフル（George Rufle）    | 1932年9月16日  |
| A Spanish Twist                                  | ジョン・フォスターと George Stallings                   | 1932年10月7日  |
| Piano Tooners                                    | ジョン・フォスターとジョージ・ルフル（George Rufle）    | 1932年11月11日 |
| Pencil Mania                                     | ジョン・フォスターと George Stallings                   | 1932年12月9日  |
| Tight Rope Tricks                                | ジョン・フォスターとジョージ・ルフル（George Rufle）    | 1933年1月6日   |
| Magic Mummy                                      | ジョン・フォスターと George Stallings                   | 1933年2月7日   |
| Happy Hoboes                                     | George Stallings と George Rufle                        | 1933年3月31日  |
| Puzzled Pals                                     | George Stallings とフランク・シャーマン                 | 1933年3月31日  |
| Hook and Ladder Hokum （別題：A Fireman's Life） | George Stallings と フランク・タシュリン                | 1933年4月28日  |
| In the Park                                      | フランク・シャーマンとジョージ・ルフル（George Rufle）  | 1933年5月26日  |
| Dough Nuts                                       | フランク・シャーマンとジョージ・ルフル（George Rufle）  | 1933年7月10日  |
| The Phantom Rocket                               | フランク・シャーマンと ジョージ・ルフル（George Rufle） | 1933年7月31日  |